# František Ladislav Čelakovský

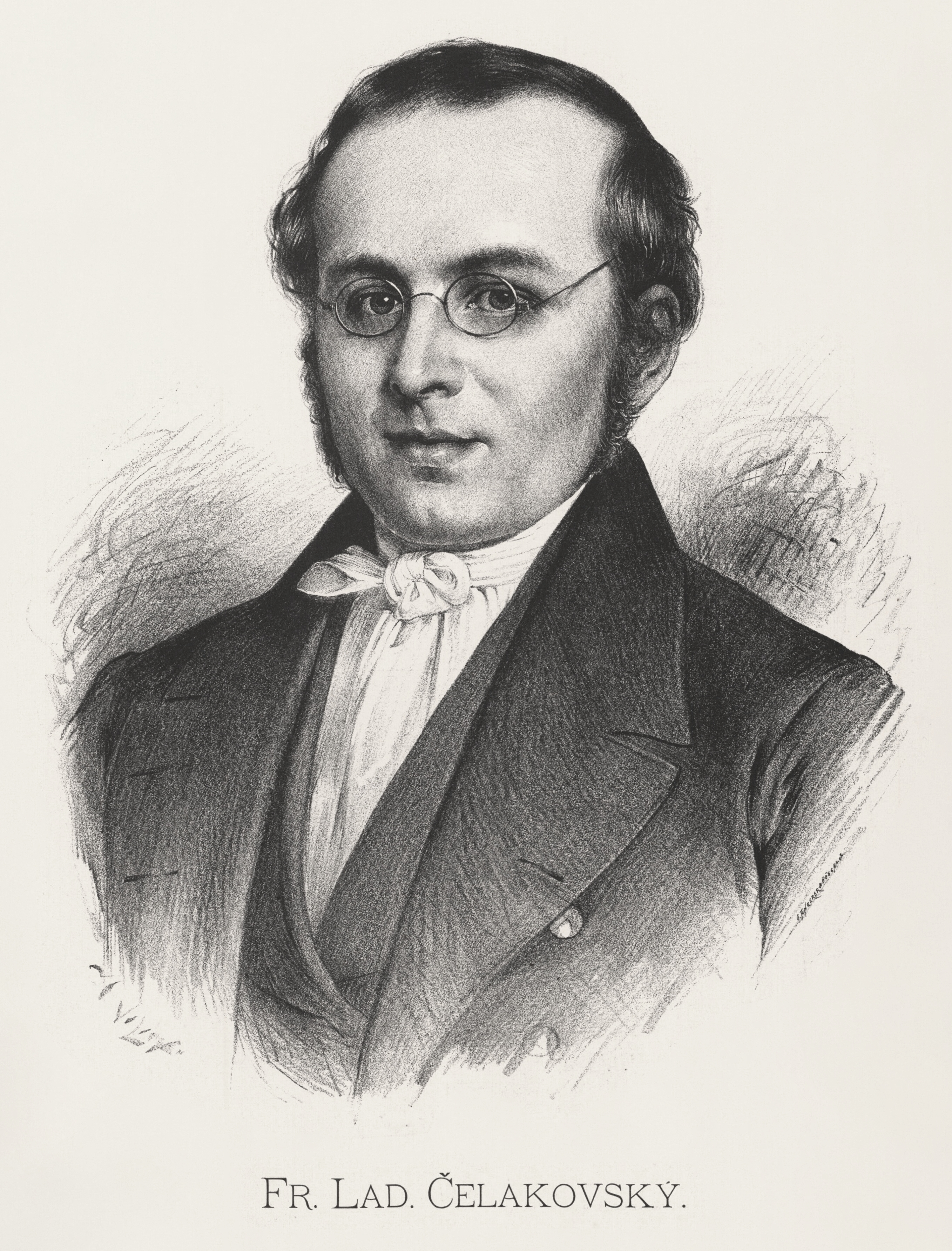
František Ladislav Čelakovský

František Ladislav Čelakovský, noto anche con lo pseudonimo di Marcián Hromotluk (Strakonice, 7 marzo 1799 – Praga, 5 agosto 1852), è stato un poeta ceco.

## Biografia
Il suo percorso di formazione iniziò nel 1812, con il suo ingresso nella scuola media di České Budějovice, e proseguì con studi filosofici presso l'Università di Praga.
A causa di subentrate difficoltà economiche, fu costretto a rientrare a České Budějovice, dove incominciò ad occuparsi dapprima di pubblicistica, poi di traduzioni.
Intorno al 1830 ricevette l'offerta di coordinare la gestione della Libreria slava a San Pietroburgo.
Tre anni dopo diresse un giornale praghese, ma dopo poco fu costretto a rassegnare le dimissioni a causa di alcuni suoi articoli critici nei confronti dei regnanti russi.
Nel 1841 assunse il ruolo di insegnante di Letteratura slava all'Università di Praga, che mantenne fino alla sua morte.

## Lavori
Fu un appassionato sostenitore della fratellanza di tutte le famiglie slave ed un profondo conoscitore delle varie letterature slave.
Redasse varie raccolte di canti popolari slavi e una collezione di proverbi.
Ma divenne celebre soprattutto per i suoi numerosi volumi di poesie, tra i quali il più apprezzato fu Růže stolistá (I cento petali della rosa), caratterizzati da una mescolanza di temi patriottici, conviviali e di motivi erotici.
Ohlasy písní ruských ("Eco di canti russi") del 1829, venne ispirato dalle byliny, i canti epici tradizionali russi. Le storie, ambientate in uno scenario storico quattrocentesco, quando i Turchi ed i Tatari attaccarono la Russia, narrarono le vicende dei ricchi e dei potenti in lotta fra di loro, per sottomettere il popolo.
Ohlasy písní českých ("Eco di canti cechi") fu invece più che altro una raccolta di poesie d'amore e satiriche. Alcuni di questi libri vennero illustrati da Adolf Kašpar.
Tra le sue pubblicazioni si annoverarono poesie folk morave, slovacche e boeme oltre a canti russi, serbi e lituani.
Le sue traduzioni riguardarono alcuni importanti letterati, quali Johann Wolfgang von Goethe, Walter Scott, e Johann Gottfried Herder.